# ウィル・ブルックス
ウィル・ブルックス（Will Brooks、1986年10月8日 - ）は、アメリカ合衆国の男性総合格闘家。イリノイ州シカゴ出身。アメリカン・トップチーム所属。元Bellator世界ライト級王者。現Titan Fighting Championship世界ウェルター級王者。

## 来歴
10歳からレスリングを始め、2011年にプロ総合格闘技デビュー。
2012年12月31日、DREAM初参戦となったDREAM.18 & GLORY 4で北岡悟と対戦し、パウンドでTKO勝ちを収めた。

### Bellator
2013年1月31日、Bellator初参戦となったBellator 87のライト級トーナメント1回戦でヒカルド・チルローニと対戦し、3-0の判定勝ち。2月28日、Bellator 91の準決勝でサード・アワッドと対戦し、パウンドでKO負けを喫しキャリア初黒星となった。
2013年9月27日、Bellator 101のライト級トーナメント1回戦でジョン・アレッシオと対戦し、3-0の判定勝ち。10月25日、Bellator 105の準決勝でサード・アワッドと再戦し、3-0の判定勝ち。11月22日、Bellator 109の決勝でタイガー・サルナフスキーと対戦し、3-0の判定勝ちを収め優勝を果たした。

### 世界王座獲得
2014年5月17日、Bellator 120の世界ライト級暫定王座決定戦でマイケル・チャンドラーと対戦し、2-1の判定勝ち収め王座獲得に成功した。
2014年11月15日、Bellator 131の世界ライト級王座決定戦でマイケル・チャンドラーと再戦し、パンチラッシュでTKO勝ち収め王座獲得に成功した。
2015年4月10日、Bellator 136の世界ライト級タイトルマッチでデイブ・ジャンセンと対戦し、3-0の判定勝ちを収め初防衛に成功した。
2015年11月6日、Bellator 145の世界ライト級タイトルマッチでマルチン・ヘルドと対戦し、3-0の判定勝ちを収め2度目の防衛に成功した。
2016年5月14日、Bellator世界ライト級王座を剥奪され、契約を解除された。

### UFC
2016年7月8日、UFC初参戦となったThe Ultimate Fighter 23 Finaleでロス・ピアソンと対戦し、3-0の判定勝ちを収めた。
2018年2月、3連敗でUFCからリリースされた。

### UFCリリース後
2022年7月23日、XMMA 5で元UFCファイターのルイス・ペーニャと対戦し、2-1の判定勝ちを収めた。
2023年6月2日、Titan FC 82のTitan FC世界ウェルター級王座決定戦にて、キャリア14戦無敗でTitan FC世界ライト級王者のプレドラッグ・ボグダノビッチと対戦し5RTKO勝ちを収め王座獲得に成功。この試合は負傷で欠場したミシェウ・プラゼレスの代役を受けての緊急出場であった。

## 戦績
| 総合格闘技 戦績 | 総合格闘技 戦績 | 総合格闘技 戦績 | 総合格闘技 戦績 | 総合格闘技 戦績 | 総合格闘技 戦績 | 総合格闘技 戦績 |
| --------------- | --------------- | --------------- | --------------- | --------------- | --------------- | --------------- |
| 30 試合         | (T)KO           | 一本            | 判定            | その他          | 引き分け        | 無効試合        |
| 26 勝           | 7               | 6               | 13              | 0               | 1               | 0               |
| 5 敗            | 2               | 3               | 0               | 0               | 1               | 0               |

| 勝敗 | 対戦相手                     | 試合結果                          | 大会名                                                                 | 開催年月日     |
| ○    | プレドラッグ・ボグダノビッチ | 5R 3:32 TKO（パウンド）           | Titan FC 82 / SBC 47                                                   | 2023年6月2日   |
| ○    | ジョナスキー・ソジョ         | 3R 3:37 リアネイキッドチョーク    | Titan FC 81                                                            | 2023年4月14日  |
| ○    | ルイス・ペーニャ             | 5分3R終了 判定2-1                 | XMMA 5                                                                 | 2022年7月23日  |
| ○    | ハファエル・バストス         | 1R 0:19 TKO（脚の負傷）           | Art of Scrap 4                                                         | 2022年4月15日  |
| ○    | ジョゼ・フィアリョ           | 3R 4:54 リアネイキドチョーク      | Art of Scrap 3                                                         | 2021年10月30日 |
| ○    | スティーブン・サイラー       | 5分3R終了 判定3-0                 | XMMA 2: Saunders vs. Nijem                                             | 2021年7月30日  |
| ×    | グレイゾン・チバウ           | 1R 3:34 ギロチンチョーク          | Battlefield FC 2                                                       | 2019年7月27日  |
| △    | ラシッド・マゴメドフ         | 5分2R終了 判定0-0                 | PFL 9: 2018 Season PFL Playoffs 2 【プレーオフ ライト級 1回戦】        | 2018年10月13日 |
| ○    | ロバート・ワトリー           | 5分3R終了 判定3-0                 | PFL 5: 2018 Regular Season                                             | 2018年8月2日   |
| ○    | ルイス・ブスカペ             | 5分3R終了 判定3-0                 | PFL 2: 2018 Regular Season                                             | 2018年6月21日  |
| ×    | ニック・レンツ               | 2R 2:05 ギロチンチョーク          | UFC Fight Night: Werdum vs. Tybura                                     | 2017年11月19日 |
| ×    | チャールズ・オリベイラ       | 1R 2:30 リアネイキッドチョーク    | UFC 210: Cormier vs. Johnson 2                                         | 2017年4月8日   |
| ×    | アレックス・オリベイラ       | 3R 3:30 KO（パウンド）            | UFC Fight Night: Lineker vs. Dodson                                    | 2016年10月1日  |
| ○    | ロス・ピアソン               | 5分3R終了 判定3-0                 | The Ultimate Fighter 23 Finale                                         | 2016年7月8日   |
| ○    | マルチン・ヘルド             | 5分5R終了 判定3-0                 | Bellator 145: With a Vengeance 【Bellator世界ライト級タイトルマッチ】  | 2015年11月6日  |
| ○    | デイブ・ジャンセン           | 5分5R終了 判定3-0                 | Bellator 136: Brooks vs. Jansen 【Bellator世界ライト級タイトルマッチ】 | 2015年4月10日  |
| ○    | マイケル・チャンドラー       | 4R 3:48 TKO（スタンドパンチ連打） | Bellator 131: Tito vs. Bonnar 【Bellator世界ライト級王座決定戦】       | 2014年11月15日 |
| ○    | マイケル・チャンドラー       | 5分5R終了 判定2-1                 | Bellator 120 【Bellator世界ライト級暫定王座決定戦】                    | 2014年5月17日  |
| ○    | タイガー・サルナフスキー     | 5分3R終了 判定3-0                 | Bellator 109 【ライト級トーナメント 決勝】                             | 2013年11月22日 |
| ○    | サード・アワッド             | 5分3R終了 判定3-0                 | Bellator 105 【ライト級トーナメント 準決勝】                           | 2013年10月25日 |
| ○    | ジョン・アレッシオ           | 5分3R終了 判定3-0                 | Bellator 101 【ライト級トーナメント 1回戦】                            | 2013年9月27日  |
| ○    | クリス・レイバ               | 3R 2:20 TKO（パウンド）           | Bellator 97                                                            | 2013年7月31日  |
| ×    | サード・アワッド             | 1R 0:43 KO（パウンド）            | Bellator 91 【ライト級トーナメント 準決勝】                            | 2013年2月28日  |
| ○    | ヒカルド・チルローニ         | 5分3R終了 判定3-0                 | Bellator 87 【ライト級トーナメント 1回戦】                             | 2013年1月31日  |
| ○    | 北岡悟                       | 2R 3:46 TKO（パウンド）           | DREAM.18 & GLORY 4 〜大晦日 SPECIAL 2012〜                             | 2012年12月31日 |
| ○    | ドリュー・ドーバー           | 5分3R終了 判定3-0                 | Disorderly Conduct 10: The Yin and The Yang                            | 2012年8月10日  |
| ○    | トーリー・ボグエス           | 1R 4:20 TKO（パンチ連打）         | XFO 44                                                                 | 2012年6月16日  |
| ○    | ライアン・ビクスラー         | 2R 1:00 リアネイキドチョーク      | Chicago Cagefighting Championship 4                                    | 2011年10月15日 |
| ○    | ジョー・リチャードソン       | 1R 3:49 腕ひしぎ十字固め          | XFO 41: Outdoor War 7                                                  | 2011年9月3日   |
| ○    | ボビー・リアダンツ           | 3R 3:22 腕ひしぎ十字固め          | XFO 39                                                                 | 2011年5月13日  |
| ○    | ギジェルモ・セルメント       | 2R 0:45 リアネイキドチョーク      | Chicago Cagefighting Championship                                      | 2010年10月16日 |
| ○    | JR・ハインズ                 | 1R 2:09 TKO（マウントパンチ）     | XFO 38                                                                 | 2011年1月22日  |

## 獲得タイトル
- Bellatorシーズン9 ライト級トーナメント 優勝（2013年）
- Bellator世界ライト級暫定王座（2014年）
- 第4代Bellator世界ライト級王座（2014年）